# Prowincja Banwa
Prowincja Banwa, także Les Banwa – jedna z 45 prowincji w Burkinie Faso.
Prowincja ma powierzchnię prawie 6 tysięcy km². W 2006 roku w prowincji mieszkało prawie 268 tysięcy ludzi. W 1996 roku na jej terenach zamieszkiwało ponad 215 tysięcy osób.